# 十字架上のキリスト (ベラスケス)
『十字架上のキリスト』（じゅうじかじょうのキリスト、西: Cristo crucificado、英: Christ Crucified）は、バロック期のスペインの巨匠ディエゴ・ベラスケスが1631-1632年頃に制作したキャンバス上の油彩画である。ベラスケスは1623年にマドリードの宮廷で職を得て以来、7 - 8点しか宗教画を制作しなかったが、本作は『聖アントニウスと隠修士聖パウルス』や『聖母戴冠』(両作ともプラド美術館) などとともにその稀な宗教画のうちの1点である。マドリードのプラド美術館に所蔵されている。

## 概要
1623年、ベラスケスは画家として修業し、独立を果たしたセビーリャからマドリードに移り、24歳でフェリペ4世の王付き画家に任命された。以降、画家は宮廷に密着していたため、同時代の他のスペインの画家たちに比べ制作した宗教画の数は極端に少ない。王室や王室と関係のあった貴族はベラスケスに肖像画や装飾画を依頼したが、宗教画を依頼するものは稀だったからである。本作はマドリードのベネディクト修道会のサン・プラシド修道院に納められた作品で、フェリペ4世が制作を依頼したと言い伝えられている。18世紀まで同修道院を飾っていたため、別名『サン・プラシドのキリスト』とも呼ばれる。
ルネサンス時代のイタリアでは絵画に劣らず彫刻も全盛時代を迎え、絵画と彫刻のいずれが勝っているかという優劣比較 (パラゴーネ) 論争が活発になされた。イタリアでは16世紀後半にこの論争は下火になるが、イタリア以外の国では17世紀のバロック時代にこの論争がなされ、スペインも例外ではなかった。
本作と類似した磔刑像をベラスケスと同郷のセビーリャの画家フランシスコ・デ・スルバランも描いている (シカゴ美術館蔵『十字架上のキリスト』)。18世紀初頭、さる修道院でこのスルバランの作品を見た宮廷画家で美術史家のアントニオ・パロミーノは「鉄格子が閉じられ、光がほとんどなく、それを見、(絵画だと知らなければ) 誰もが彫刻だと信じてしまう」と述べている。
当時のスペインではセビーリャを中心に豊かに彩色された木彫の全盛時代であったが、絵画の上にそのような木彫を据えるという作例もあり、そうした装飾プロジェクトには画家も参加した。ベラスケスが肖像を描いている彫刻家フアン・マルティネス・モンタニェースの木彫の上にベラスケスの師フランシスコ・パチェーコが彩色した作例もある。当時のスペインでは、絵画も彫刻のように「生けるがごとく」描かれるべきだという要請が広くあったと考えられる。イエズス会を創設したイグナティウス・デ・ロヨラの実践の書『霊操』に記されているように、磔刑図を例に取れば「十字架につけられた我らが主キリストを眼前に想像しながら主と対話する」ために描かれたのである。
図像的にはベラスケスの師パチェーコが擁護した4本釘 (左右の手と足に打たれた釘の数で、両足に1本打たれた合計3本の場合もある) の磔刑像である本作において、左上からの光を受けている十字架上のキリストは背景の深い闇の中から浮かび上がっている。それはまさに彫刻的なヴィジョンであり、絵画による彫刻への挑戦でもある。光はキリストの頭部で強さを増し、光輪を成している。キリストの身体はミケランジェロ的な筋骨隆々とした肉体美のコンセプトから離れ、非常に均整の取れた姿で、ギリシア神話の神アポローンさえ想起させる。画面の持つキリストの荘厳な美しさ、静寂、黙想の世界は圧倒的で、本作はスペインの宗教画中もっとも多く複製され、評価された作品となっている。

## 関連作品

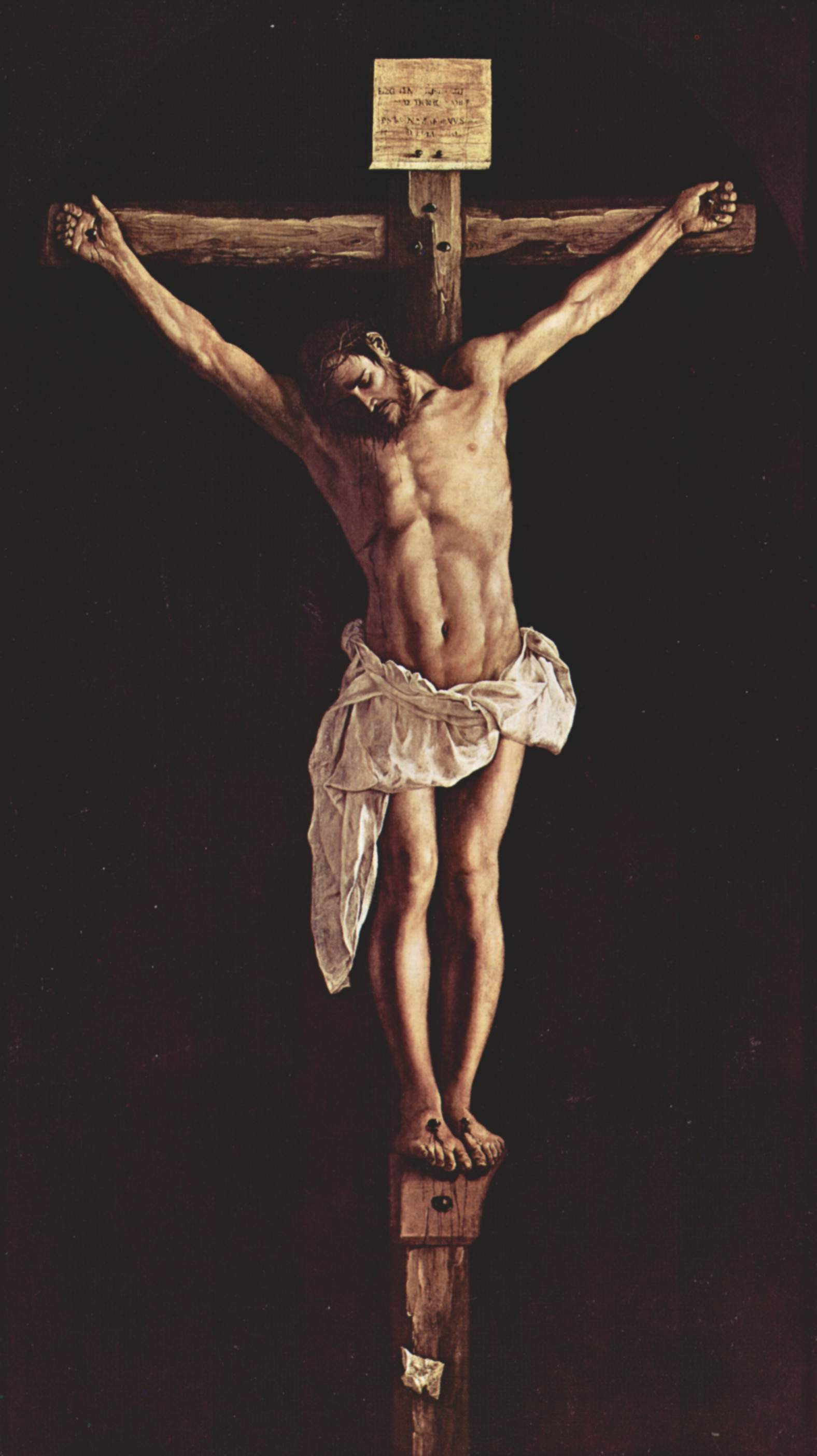
フランシスコ・デ・スルバラン『十字架上のキリスト、(1627年)、シカゴ美術館
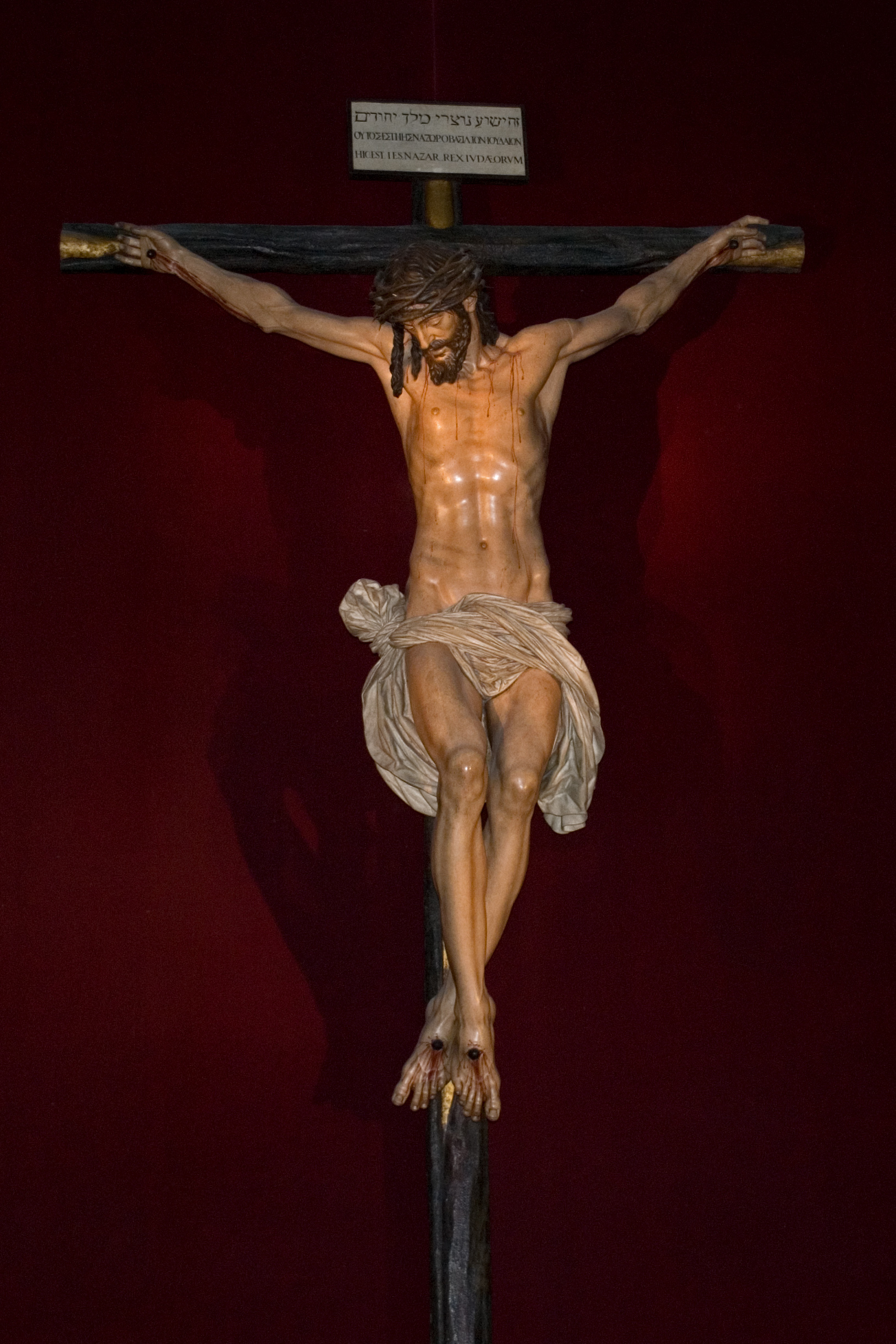
フアン・マルティネス・モンタニェース『十字架のキリスト』